# Acalypha salvadorensis
Acalypha salvadorensis är en törelväxtart som beskrevs av Paul Carpenter Standley. Acalypha salvadorensis ingår i släktet akalyfor, och familjen törelväxter. Inga underarter finns listade i Catalogue of Life.